# Benny Carter
Benny Carter, de seu nome Bennett Lester Carter (Nova Iorque, 8 de agosto de 1907 - Los Angeles, 12 de julho de 2003), foi um músico de jazz norte-americano. Foi compositor, tocou saxofone alto, clarinete e trompete e liderou diversas bandas. Foi uma das figuras principais do mundo do jazz desde a década de 1930 até à década de 1990.

## Biografia

### Início: décadas de 1920 e 1930
A juventude de Benny Carter foi passada em Harlem, ao lado de Bubber Miley, o trompetista principal de Duke Ellington. Carter foi influenciado por Miley, o que o levou a adquirir um trompete, mas cedo percebeu que nunca iria tocar como Miley; assim, trocou este instrumento por um saxofone.
Carter começou a tocar profissionalmente aos quinze anos. A sua primeira gravação data de 1928 e, no ano seguinte, forma a sua primeira banda. Toca com Fletcher Henderson em 1930 e 1931, e torna-se o seu arranjador principal. Passa temporariamente, pelo grupo McKinney's Cotton Pickers, até voltar a liderar a sua própria banda, em 1932. As poucas gravações que efetuam entre 1933 e 1934, são consideradas, pelos profissionais do jazz, como marcos nos primórdios do swing". Sofisticadas, e de arranjos complexos, algumas delas tornaram-se standards, por diversas vezes interpretadas por outras bandas (Blue Lou é um exemplo). Foi também arranjador de Duke Ellington durante estes anos. No início dos anos 30, Carter e Johnny Hodges, eram considerados os melhores saxofonistas alto. Carter tornou-se, também, um dos principais trompetista a solo, nesta década, gravando várias composições.
Em 1933 Carter fez parte de várias sessões em que participou a banda britânica liderada por Spike Hughes, vindo de Nova Iorque, especificamente para organizar uma série de gravações, em que também participaram alguns dos melhores músicos negros da época.
Dois anos depois, em 1935, Carter viaja para a Europa, onde se torna o organizador da orquestra de dança da BBC, e onde efetua várias gravações. Compõe dois grandes sucessos: "Blues in My Heart" e "When Lights are Low". Em 1938 regressa aos EUA e lidera uma Big Band, e um sexteto, antes de se mudar para Los Angeles, em 1943, para escrever para filmes.

### Décadas de 1940 e 1950
O seu maior êxito foi "Cow Cow Boogie", uma música escrita com a colaboração de Don Raye e Gene Paul, que se tornou um sucesso na voz de Ella Mae Morse, em 1942.
Na década de 1940 e na de 1950 Benny Carter foi um dos primeiros negros a escrever músicas para filmes. Foi mentor, e serviu de inspiração, a Quincy Jones, quando este começou a escrever para televisão, e filmes, nos anos 60.
Miles Davis fez algumas das suas primeiras gravações com Benny Carter, considerando-o um mentor e amigo pessoal. Carter também participou, de forma discreta, no filme de 1952, As Neves de Kilimanjaro.

### Últimos anos
Carter foi membro do conselho de música da "National Endowment for the Arts". Foi também membro do "Black Film Makers' Hall of Fame"  ("Quadro de Honra dos Realizadores Negros de Filmes") e, em 1980, recebe o prémio Golden Score, da "American Society of Music Arrangers" ("Sociedade Americana de Arranjadores de Música"). Benny Carter foi também reconhecido pelo Kennedy Center, em 1996, e recebeu vários doutoramentos honorários das universidades de Princeton, Harvard e Rutgers, do do conservatório de New England.
Em 1987, Carter recebeu o Grammy Lifetime Achievement Award, por lhe ter sido reconhecido o trabalho dedicado toda a sua vida em prol da música.
Benny Carter faleceu em 12 de Julho de 2003 de complicações respiratórias, no hospital de Los Angeles, aos 95 anos de idade.